# 9 км (зупинний пункт, Сумська дирекція Південної залізниці)
9 кіломе́тр — пасажирський залізничний зупинний пункт Сумської дирекції Південної залізниці на неелектрифікованій лінії Кириківка — Охтирка між станціями Кириківка (9 км) та Охтирка (8 км). Розташований в селі Пологи Охтирського району Сумської області.

## Пасажирське сполучення
На платформі 9 км зупиняються приміські поїзди до станцій Боромля, Охтирка, Суми, Тростянець-Смородине.